# Царство Філарета Варажнуні
Царство Філарета Варажнуні — короткочасна середньовічна держава на території Малої Азії та Сирії зі столицею в Мараші XI ст., що утворилася внаслідок поразок Візантійської імперії від армії Великих Сельджуків. Розпалася внаслідок внутрішніх та зовнішніх чинників.

## Історія
У 1020—1040-х роках внаслідок візантійських завоювань вірменських держав Кавказу у східній частині малоазійських володінь візантійської імперії утворилося декілька напівнезалежних вірменських князівств, які отримали колишні царі в обмін на їхні держави. Центрами їх були міста у південній Каппадокії, північній Сирії, Північній Месопотамії та східній Кілікії (з містамі Себастія, Кесарія, Амісія, Тарс, Маместія, Адана, Палерон, Ламброн, Цамнадав, Лариса, Коммана). На їх чолі стояли роди Багратуні, Арцрунідів, Пахлавані, Варажнуні. Поступово накопичувалися конфлікти між візантійською адміністрацією та цими князями. Становище погіршувало намагання імператорів Візантії змусити вірмен перейти до православ'я. Водночас посилювався тиск сельджуків на кордони імперії.
У 1071 році у битві біля Мацикерту війська імператора Романа IV Діогена зазнали нищівної поразки від сельджуцької армії Алп-Арслана. Внаслідок цього фактично перестало існувати візантійське військо у Малій Азії. В цей час представник вірменського княжого роду Філарет Варажнуні, що обіймав посаду досместика схол на Сході, зумів зберегти своє військо, основу якого становили 8 тис. найманців. Того ж року відмовився підкорятися центральному уряду в Константинополі, фактично ставши незалежним. Невдовзі за рахунок вірмен створив 20-тисячне військо.
Варажнуні намагався об'єднати усі вірменські князівства в Месопотамії, Каппадокії та Кілікії. Головною стратегічною опорою його панування було місто Мараш. Володіючи ним і іншими укріпленими пунктами на східних відрогах Кілікії Тавра (на кордоні Каппадокії і Кілікії, на стику Месопотамії і Сирії), спираючись на вірменське населення і військові сили, Філарет зміг тимчасово затримати просування і проникнення сельджуків в ці області. Візантія змушена була визнати завоювання Філарета Варажнуні і дати йому у 1073 році титул себаста. Але не усі князі визнали владу Варажнуні — запеклий опір чинив рід Мамікшян, князів Тарона і Сасуна.
Вправно використовуючи боротьбу між візантійцями за владу, а також бойові дії між візантійськими стратегами і сельджуками, Варажнуні зумів до 1078 року зайняти північну Сирію, також міста Едеса, Кесун, Антіохію. Зрештою отримав титул «августа», але номінально визнав зверхність візантійського імператора.
Втім, ситуацію погрішило рішення імператора Никифора III у 1080 році щодо винищення усіх вірменських князів на території імперії. Внаслідок цього було завдано відчутного удару Багратуні та Арцрунідам, що були союзниками, а деякі васалами Варажнуні.
Філарем Варажнуні намагався маневрувати між султанами Малік-шахом та Сулейманом. Але останній у 1084 році розпочав потужний наступ на кордони царства Варажнуні, захопивши Едесу та Антіохію. Внаслідок цих поразок Варажнуні визнав зверхність Малік-шаха, але вже у 1086 році царство розпалося на декілька князівств, які визнали зверхність сельджуків.

## Державний устрій
Царство являло собою східний тип монархії на чолі з себастом, якому належала абсолютна влада. В областях, які не контролювали вірменські князі, залежні від Варажнуні, або не були володінням самого Філарета, зберігалися візантійські традиції — феми на чолі із стратегами. Втім, воно не стало централізованим, внаслідок спротиву місцевих феодалів, насамперед вірменських. Крім того, в містах існували конфлікти між греками і негреками.

## Релігія
Населення сповідувало християнство, але існували конфлікти між православними, вірними Вірменської Апостольської церкви та сирійськими християнами. Філарем Варажнуні намагався проводити стосовно церкви політику візантійського типу, коли церковні ієрархи залежні або підпорядковуються басилевсу. Проти цьому виступили вірменський та сирійський католикоси. До цього подалося намагання Варажнуні навернути вірмен до православ'я. Це також підривало внутрішню міцність та стійкість царства.